# Paap (scheldwoord)
Een paap is een deels in onbruik geraakt mild scheldwoord voor een katholiek persoon.
Het woord paap was van oorsprong geenszins een scheldwoord, maar een benaming voor een geestelijke. Pas na de reformatie werd het een scheldwoord . Het is een verbastering van Papa, oftewel paus. Niet alleen de paus, maar ook de lokale geestelijke werd dorpspaap, parochiepaap of mispaap genoemd. Later werd het de benaming voor een katholiek in het algemeen.
Men komt het soms nog tegen in plaatsnamen, zoals de zandplaats De Paap (voor Delfzijl), Paapstil, de Papengang, alle drie in de provincie Groningen, en de plaatsen Papendrecht, Papekop en Papegem (Lede /Oost-Vlaanderen). In veel plaatsen is een 'Papenstraat' (bijvoorbeeld Antwerpen, Den Haag, Deventer en Delft). Ook andere samenstellingen komen voor (bijvoorbeeld het Papenveld in Markelo en Papenveer in Ter Aar).
In Amsterdam was ooit een Papenbrug. De Papenbrugsteeg bestaat daar nog steeds evenals de Papenbroekssteeg.
De term wordt onder studenten soms gebruikt als mild scheldwoord voor leden van studentenverenigingen die zijn aangesloten bij het (van oorsprong katholieke) Aller Heiligen Convent. 
De geuzen voerden als motto:
Liver turckx dan paus
Dit wordt wel vertaald met: Liever Turks dan paaps. Men was liever onderdaan van de sultan van Turkije, dan van de Spaanse koning. Ook de katholieken hadden zo hun scheldwoorden. Zo werd een protestant een geus genoemd, vernoemd naar het scheldwoord gueux en de geuzennaam van de antikatholieke geuzen.